# Pécs–Pogány repülőtér
A Pécs–Pogány repülőtér Magyarország öt nemzetközi légikikötőjének egyike. Pécs belvárosától mintegy 9 kilométerre helyezkedik el dél-délkeleti irányban, Pogány település mellett. A repülőtér Pécs belvárosából a Harkányon és Drávaszabolcson át Horvátországba vezető 58-as számú főúton közelíthető meg. A futópálya rövidsége miatt csupán kisebb gépek fogadása lehetséges.
A repülőtér legmagasabb – 7200 fős – utasforgalma 2011-ben volt, amikor Korfura és Burgaszba indultak chartergépek. A jelenlegi helyén 1956 óta működő légikikötőről 2012 és 2024 között nem szállt fel charterjárat. 2024-től a máltai székhelyű Universal Air Münchenbe és Máltára menetrend szerinti, Korfura pedig szezonális járatokat üzemet.

## Története
Az első pécsi repülőteret nem Pogány mellett, hanem a mai Uránváros területén alakították ki 1918-ban. Innen az uránércbányászat megindulása miatt – részben a katonai jelentőségű bányaüzemekkel kapcsolatos biztonsági megfontolásból, részben a több ezer dolgozóval ide költöző családok lakásának megoldása érdekében létesítendő lakótelep helyigényének kielégítése céljából – 1956 tavaszán telepítették át mostani helyére.

### Kialakításának előzményei
Az első világháború hadi eseményei Pécstől északabbra húzódó katonai légi folyosót alakítottak ki, a Budapest-Trieszt vonalban, így nem került sor valódi és állandó repülőtér létesítésére, bár Pécs mint potenciális le- és felszállóhely az Osztrák–Magyar Monarchia légügyi térképén már 1918-ban szerepelt. Közvetlenül az első világháború utáni nehéz időkben napirendre került a pécsi reptér kialakításának terve. Az 1918. november 16-án kikiáltott köztársaság katonai szervezetében a repülés Szalay Ernő, majd lezuhanását követően Csenkey Géza parancsnoksága alá tartozott. A központi parancsnokság úgy ítélte meg a hadi helyzetet, hogy a legnagyobb veszély Magyarországot dél felől érheti, ezért egy új egység létrehozását a Pécsett kialakított repülőtérre, majd a belgrádi fegyverszünet után az északabbra elterülő és a Somogyi-dombság által védettebben fekvő Kaposvárra tervezték, és még november 18-án Kammerer Andort ki is nevezték az egység élére. Létre is hozták Kaposvár belterületén a repülőteret, amelyen a I. Repülőszázad működött, ennek fő feladata a demarkációs vonalak sorozatos megsértésének ellenőrzése volt. A pécsi repülőtér későbbre tervezett megnyitása azonban elmaradt, mert az előkészítő munkálatok közepette érte csapatokat a Tanácsköztársaság kikiáltása.

### A polgári légi forgalom megindulása
Az első világháborút lezáró békeszerződés erősen korlátozta hazánk aviatikai fejlesztését, gyártását és üzemeltetését egyaránt, ezért évekre megrekedt a fejlődés, emiatt késett a polgári légi forgalom megindulása is. A szunnyadó és félig-meddig illegalitásban működő magyar aviatika újkori fejlődéséhez azonban Pécs városa és polgársága hathatósan hozzájárult egy mozgalom elindításával. 1929. május 20-án, pünkösd hétfőjén nagyszabású repülőnapot tartottak a pécsi repülőtéren. Sok ezren vonultak ki a városból és a környéki településekről, városokból a nevezetes látnivaló megtekintésére. A bemutatón három ún. BL típusú repülőgép (Bánhidi–Lampich-féle iskolagép) szerepelt, majd a repülőnap ünnepelt sztárja, Kaszala Károly L4 (Lampich Árpád-féle 4-es iskolagép) „Bohóc” elnevezésű repülőgépén tartott műrepülési bemutatót. A pécsi repülőnapról az országos sajtó is főhelyen számolt be. A közvélemény számára akkor ismert volt, hogy alapvetően az életbe lépett békeszerződés korlátozásai miatt a magyar állam nyíltan, anyagi támogatásokkal nem vállalkozhatott a hazai aviatika fejlesztésének segítésére. A repülőnap sikerén felbuzdulva a pécsi napilap, a Dunántúl felhívást tett közzé 1929. július 3-án, hogy a magyar társadalom önkéntes áldozatkészségével teremtse meg a magyar aviatikát. A lap kezdeményezése országos visszhangra lelt, és 12 vármegye területén gyűjtés indult meg, ami egyedül csak Baranya vármegyében rövidesen 70 000 pengőt eredményezett. Az összegből három repülőgépet vásároltak a polgári légi forgalom bővítése céljából. A közadakozásból vásárolt repülőgépek keresztelő ünnepségét összekapcsolták a repülőtér akkor korszerűnek számító hangárépületének felavatásával. Országos méretű ünnepséget rendeztek 1930. október 12-én, amelyen megjelent az ország kormányzója, Horthy Miklós is. Jelenlétében állították forgalomba a közadakozásból vásárolt, „Pécs”, „Baranya”, illetve „Bárd Miklós” névre keresztelt repülőgépeket. A kormányzó és felesége a „Turán” nevű különvonattal érkezett a pécsi vasútállomásra, ahol „beláthatatlan embertömeg”, közel harmincezer ember várta, majd kísérte a repülőtérig, az ünnepség színhelyéig, ahol a díszbeszédet Keresztes-Fischer Ferenc, Baranya vármegye akkori főispánja, valamint herceg Hohenlohe tartotta. A díszbeszédek elhangzását követően megindulhatott a polgári légi forgalom Pécsett, s az első járat felszállását nagy tapssal fogadták a jelenlévők.
Az 1931-től üzemszerűen közlekedő Budapest–Kaposvár–Pécs repülőjárat idényszerűen működött, általában késő tavasztól október közepéig. Menetrendje szerint a Budapest–Kaposvár szakaszt 75 perces menetidővel, míg a Kaposvár–Pécs szakaszt 22 perces menetidővel teljesítette. Az első járatévben, 1931-ben 114 személyszállító repülőgép közel 300 főt szállított a légipostai küldemények, újságok, csomagok mellett, és baleset, kényszerleszállás, vagy járatkimaradás nem történt.1932-ben a világválság begyűrűződő hatása miatt az idény viszonylag későn, július 16-án indult el. 1934-ben is – szintén gazdasági nehézségek miatt – július volt az első indulás ideje. A Budapest–Kaposvár útvonalra a repülőjegy 20 pengőbe került, míg Kaposvár–Pécs szakaszért 8 pengőt kellett fizetni. A harmincas évek vége felé a személyszállító és a teherszállító légipostajáratok fokozatosan megszűntek, és a repülőtér kezelését Pécsett is a hadsereg vette át.

### A második világháború alatt
A magyar hadsereg légi járműveinek száma a háború közeledtével erősen emelkedett. Hazai gyártású eszközök mellett korszerű, német gyártmányok is érkeztek szép számmal. A személyi állomány azonban olyan csekély volt, hogy számbeli növelésükről gyorsan intézkedni kellett. Ugyanakkor ez nem történhetett a hadsereg keretein belül, mert az nyílt háborús előkészületnek számított volna, amit nemzetközi egyezmények tiltottak. Így a sportrepülés keretein belül országos programot fogadtak el, melynek során az ország vidéki városainak több repülőterén elméleti és gyakorlati oktatással, gyorsított ütemű pilótaképzés indult. Pécsett 1939 nyarán kezdődött meg a pilótaképzés a Nemzeti Repülőalap költségén vásárolt felszereléseken. Reiber Antal főoktató, Kovács Elek és Varga Gyula oktatók, valamint Topál József főszerelő tartották a képzéseket. Az elméleti oktatás a repülőtér épületeiben zajlott, majd a gyakorlati oktatás német gyártmányú Bücker Jungmann iskolagépekkel és felszerelésekkel történt. Péccsel egy időben Kassán, Debrecenben és Szegeden is elkezdődtek a sportpilóta oktatások, ott is a repülőtereken. A világháború kitörése növelte a pécsi repülőtér jelentőségét, főképp a háború második évétől. A Magyar Királyi Honvéd Légierő kötelékében védelmi és felderítő századok állomásoztak itt.
A pécsi repülőtér a II. világháború idején hadi események kapcsán került a hírek élére. Ezek egyike volt, amikor 1941. április 4-én 0 órakor a magyar hadsereg megkezdte Jugoszlávia ellen a hadműveleteket. Bánfalvy István, a Kecskeméten állomásozó I. sz. Repülődandár Parancsnokság rep. vezérkari ezredese, az események légügyi irányítója elrendelte a Pécs, Szeged, Kecskemét, Hajdúböszörmény, Székesfehérvár repülőterein állomásozó kötelékek bevetését jugoszláv célpontok ellen. A hadművelet a szárazföldi erőkkel összhangban zajlott. Az ellenlépésekre sem kellett sokáig várni: az eseményeket követően, 1941. április 7-én a Jugoszláv Királyi Légierő 8-dik bombázóezredéhez tartozó 12 db Blenheim típusú repülőgépe támadást hajtott végre magyarországi célpontok ellen, összesen három csoportban. Vasúti szerelvényeket támadtak, valamint Szeged és Pécs repterét érte bombatalálat. Pécs repülőterét 10 óra 20 perckor két jugoszláv repülőgép bombázta. A repülőtér északkeleti sarkát egy bombatalálat érte, míg a hangártól közel 200 m távolságra öt bomba hullott. Számottevő anyagi veszteség nem volt, személyi sérülés nem történt. Ugyanezen repülők 10 óra 30 perckor Siklóst is bombázták, és ott a Batthyányi u. 11. számú ház megsemmisült, de személyi sérülés ott sem történt. A magyar légtér védelmét ellátó Magyar Királyi Honvéd Légierő kötelékébe tartozó német Messerschmitt Bf 109-es vadászgépek mindkét támadó gépet lelőtték, az egyiket Siklós légterében, a másikat Szentlőrinc közelében. A jugoszláviai helyzetre való tekintettel 1941. április 10-étől fogva a pécsi repülőtérre helyezték át a Magyar Királyi Honvéd Légierő III. közfelderítő századát, amely a hadműveletek befejezéséig, 1941. április 13-áig hajtott végre felderítési feladatokat a gyorshadtest számára, a pécsi repülőtérről felszállva. A közvetlenül a Fővezérségnek alárendelt repülőszázad közel huszonöt alkalommal hajtott végre hadászati felderítést.
A világháború során a fordulatot a szövetségesek 1944 tavaszától meginduló, magyarországi célpontokat is érintő, nagyszabású bombázásai jelentették, amelyek elsősorban német városok, ausztriai gyárak, valamint a magyar főváros és hazánk jelentősebb hadiipari, közlekedési és szállítási célpontjai ellen irányultak. A nagyszámú szövetséges légi rajok Pécs légterét sokáig éppen csak érintették, miközben Debrecen, Győr és Budapest gyárai, üzemei, hídjai, lakossága szenvedte a bombázások gyötrelmeit. 1944 nyarától fogva a szövetséges haderők kiterjesztették a bombázások helyszíneit az ország valamennyi településére, így Pécsre is sor került. 1944. július 30-án és augusztus 22-én az amerikai 15. Légi Hadsereg gépei bombázták Pécset, ezen belül a reptér környékét is. 1944. augusztus 27-én, a déli órákban néhány amerikai Liberator a pályaudvart bombázta, de az épületkáron kívül emberéletben nem esett kár. E támadások készítették elő a területet a 3. Ukrán Fronthoz tartozó 57. hadsereg szárazföldi offenzívája számára.
Megtörtént, hogy a bombázó haderő egyes gépeinek vissza kellett fordulni meghibásodás miatt; így például 1945. március 22-én az amerikai 15. Légi Hadsereg 465 BG. (Bomber Group) B-24-es Liberator gépe technikai hiba miatt kényszerleszállást hajtott végre Pécs repülőterének közelében. A repülőgép a bécsújhelyi olajfinomítók ellen akkoriban zajló támadásban vett részt. Másnap, 23-án a sérült repülőgép rajának egy másik gépe berepüléseivel ellenőrizte az előző napon kárt szenvedett gép pozícióját, állapotát a repülőtéren. Ekkor már – 1944 novembere óta – Pécs szovjet katonai ellenőrzés alatt állott.
A németek egyébként stratégiai okból erős védelem alá kívánták helyezni Pécs városát, mert ez volt a csomópontja a nagykanizsai olajtermelő területre vezető közutak egy jó részének. Amikor a város szovjet kézre került, a repülőtér az itt állomásozó szovjet erők egyik légi utánpótlásvonalának ideiglenes állomása lett. A front továbbhúzódásával ez a szerepkör lecsökkent, majd a háború végével megszűnt, ám a repülőtér szovjet katonai irányítás alatt állt a polgári közlekedés 1947-es megindulásáig.

### 1945 után

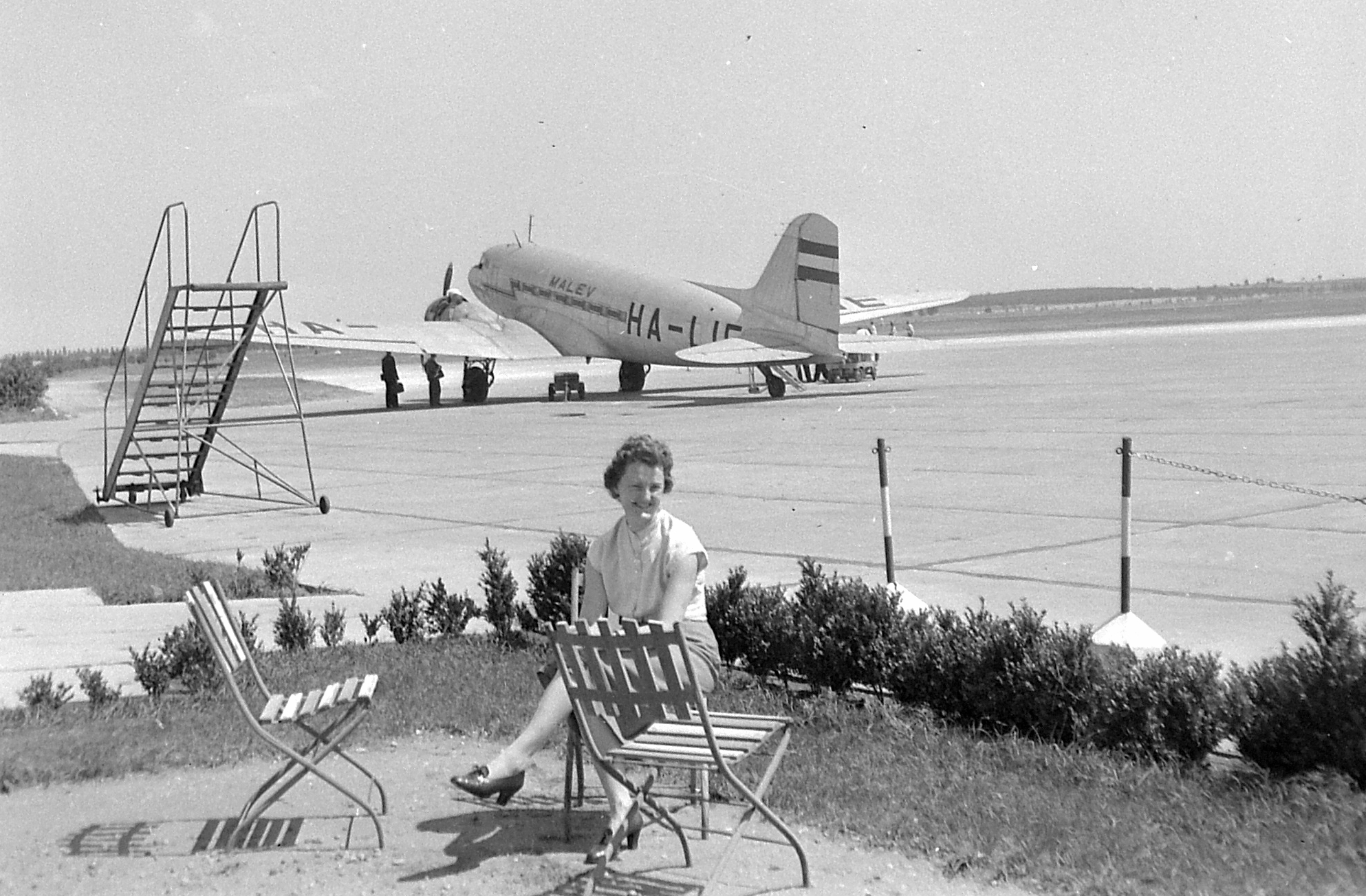
HA-LIE (Li–2) a Pogányi repülőtéren 1959-ben

A második világháború után, 1946. augusztus 1-jén a Közlekedési Minisztérium hatáskörébe került a sportrepülés ügye és vele a Pécsi Repülőtér is. Az 1946. március 29-én megalakult Magyar–Szovjet Polgári Légiforgalmi Rt. (MASZOVLET) szovjet gyártású Li–2-es típusú (az amerikai DC–3 licence alapján gyártott) repülőgépeivel 1946. október 15-én megindult hazánkban a belföldi légi forgalom, kezdetben Budapest–Debrecen, Budapest–Szombathely útvonalakon. A Budapest–Pécs járat 1947-ben indulhatott meg, miután a repülőtér átalakítása során a meghosszabbított futópályát alkalmassá tették utasszállító gépek fogadására.
Kedvező árfekvése miatt egyre nagyobb érdeklődés mutatkozott a belföldi légi közlekedésre, és 1954. október 4-től beindult a Budapest–Kaposvár–Pécs járat. 1954. november 25-én a Szovjetunió a MASZOVLET légitársaságban birtokolt 50%-os tulajdonrészét egy nemzetközi egyezmény keretében átadta a magyar államnak, így létrejöhetett a 100%-ban magyar tulajdonú Malév, amely tovább közlekedtette a Budapest–Kaposvár–Pécs belföldi járatát, továbbra is Li–2-esekkel. A „szocialista fejlődés” részeként a repülőtéren és környékén nagy arányú építkezéseket terveztek, ám a várostól nyugatra, a repülőtérrel szomszédos területen ekkor kezdődött meg az uránmező feltárása. A tervezett bányászati létesítmények katonai jelentősége miatt, biztonsági okokból szükségessé vált a repülőtér áthelyezése, amire 1956 tavaszán került sor. A repülőtér felszabaduló területén létrejött Uránváros első lakóházát 1956. október 23-án adták át. Az áthelyezés révén új és sokkal korszerűbb technikai kialakítású repülőtér kialakítása vált lehetségessé, amely a repülésbiztonság és a városi zajterhelés csökkentése szempontjából is kedvező volt.
A Pécs közeli Pogány település határában létesített repülőtér már alkalmas volt korszerűbb repülőgépek fogadására is. Egy üzemi baleset hatására vizsgálat indult a magyar légügyi hatóságoknál a Li–2-esek repülésbiztonságáról, és a hatóságok döntése értelmében a géptípust kivonták a Malév belföldi utasforgalmából. Helyettük a Szovjetunióból vásárolt korszerűbb Il–14-eseket helyezték üzembe. Ezek viszont már csak Budapest–Pécs és Budapest–Debrecen járatokon működhettek, mivel a győri, a szombathelyi, a zalaegerszegi, nagykanizsai, a kaposvári, miskolci, nyíregyházi és békéscsabai repülőterek technikailag nem voltak alkalmasak az új géptípus fogadására. A Pécs–Pogány repülőtér átadása kapcsán kialakított korszerű repülőtér tette lehetővé, hogy Pécs még évekig aktív célállomás maradt a belföldi légi közlekedésben. A Malév Budapest–Pécs járata az Il–14-esek forgalomból történő kivonásával, 1969-ben szűnt meg végleg, ezzel együtt Magyarországon teljesen megszűnt a menetrendszerű belföldi polgári légi közlekedés. Ezt követően, a rendszerváltásig a repülőtér elsősorban sport célokat szolgált a nagyközönség számára.

### A rendszerváltást követően
2003 őszén avatták fel az 1500 méteres futópályáját, majd 2006 márciusában adták át a repteret az utasok számára. Ekkor indította az Austrian Airlines az első menetrendszerű járatát Bécsbe, melyet azonban 2006 szeptemberében töröltek. Ezen idő alatt 3074 utas utazott a két város között. Egyes hírek szerint az Austriannak Toller László, Pécs akkori polgármestere javaslatára öt évre százmilliós támogatást ígért a város reklámszerződés formájában. 2006. november 10-étől az Austrian Airlines gazdasági okokra hivatkozva megszüntette a Pécs-Bécs közvetlen légijáratot.
2007 nyarán heti három alkalommal közvetlen járatok indultak Pécsről Korfura, Görögországba. A harmincszemélyes gépek kihasználtsága maximális volt. Mindezek ellenére a reptér az évet magas veszteségekkel zárta. Változásra 2009-ben került sor, amikor Páva Zsolt polgármester indítványát követően számviteli szabálytalanságokra hivatkozva menesztették Ács Gyulát, a pécsi reptér vezetőjét.
A repülőteret 2009-ben 26 fős személyzet látta el. Több költségcsökkentő intézkedést is foganatosítottak a következő években, de a létesítmény még így is távol maradt a nyereségestől. A 2000-es évek elején a repülőtér még évente 2000-2500 gépet fogadott és indított, aminek a legnagyobb részét, mintegy 70 százalékát kisgépek, sporteszközök, sétarepülők tették ki.
A repülőteret kezelő cég 2011-ben 70 milliós saját bevételt termelt, egy évvel később ez a szám elérte a 90 milliót. A bevételnövekedés nagyobb, külföldi gépek megjelenésével magyarázható, amelyek több szolgáltatást vásároltak. A teljes forgalom nem lett nagyobb, csak az arányok tolódtak el a nemzetközi forgalom felé. Ezekben az években két charterjárat vált be, melyek úti célja Bulgária és Görögország volt.
2012 óta nem szállt fel charterjárat Pécs–Pogányról, az amúgy is gyér légi forgalom azóta is folyamatosan csökken. A reptér ennek kompenzálására egyre több autós, illetve egyéb sportrendezvénynek ad otthont.
Pécs város országgyűlési képviselője 2016-ban mintegy 70 millió forintra becsülte a reptér átlagos éves üzemeltetési költségét.

## A repülőtér jövője
A repülőtér egy 1500×30 m-es, 46 tonna teherbírású aszfaltozott futópályával rendelkezik. Tervezésekor elsősorban az úgynevezett turbólégcsavaros repülőgépek technikai adatait vették figyelembe, melyeknek nincs szükségük ennél hosszabb pályára. Az Austrian Airlines Pécs–Bécs járatát is egy ilyen gép, egy Bombardier Dash 8 (Q300)-as szolgálta ki. Az ezredfordulón az európai polgári repülés átalakulása a diszkont légitársaságok előretörését hozta, mely társaságok szinte kizárólag az Airbus A320-as és a Boeing 737-es gépcsaládok típusait repülik. Ezen repülőgépek csak olyan súlykorlátozások mellett szállhatnának le és fel 1500 méteren, melyek révén a diszkont-modell minden előnye elveszne.
Mivel egy Pécs nagyságú városba és vonzáskörzetébe járatot üzemeltetni jelenleg csak egy diszkont légitársaságot lehetne megnyerni, felvetődött a futópálya 2140 méterre való meghosszabbítása. Ennek költségeit Pécs Megyei Jogú Város Önkormányzata nem tudja állni, jelenleg befektetőket keres, akik finanszíroznák a szükséges munkálatokat.
A reptér jövőjét az alig 100 kilométerre délkeletre lévő eszéki repülőtér is nehezíti, ahonnan 2014 óta a nyári szezonban a Ryanair révén London, 2015-ben pedig egy frissen alapított horvát légitársaság, a Sea Air révén München, Bécs és Frankfurt is elérhető volt. A Sea Air 2016-ban kivonult Eszékről, de helyette 2017-ben a Wizz Air, illetve az Eurowings indított új járatokat.
2024 februárjában bejelentették, a máltai Universal Air március végétől járatokat indít Pécsről Münchenbe, Máltára, illetve Korfura.

## Járatok
2006 márciusában az Austrian Airlines heti négy alkalommal közlekedő menetrend szerinti járatot indított a bécsi repülőtérre, amit még az év november 10-én meg is szüntettek egyéb (nem kihasználtsági) okokra hivatkozva. Az utat a futópálya rövidsége miatt Bombardier Dash 8 (Q300) típusú légcsavaros géppel repülték.
2011-ben Korfura és Burgaszba, 2012-ben Burgaszba és Zákinthoszra indultak chartergépek, amiket a rossz kihasználtság miatt sem 2013-ban, sem azóta nem indítottak újra.
2016 júniusában a pécsi önkormányzat egy járatindítást támogató és a beindult forgalmat majdan monitorozó pályázatot írt ki egy Pécs és München közötti esetleges menetrend szerint közlekedő járathoz. Az elképzelések szerint ez 2017 tavaszán, a BMI Regional légitársaság üzemeltetésében valósulhatott volna meg, ami a rövid futópályára alkalmas 37, illetve 49 fős Embraer ERJ 135, illetve Embraer ERJ 145-ös típusú gépeket üzemeltetett volna. A légitársaság egyúttal a Lufthansa leányvállalata, amelynek a hálózatához helymegosztási megállapodása révén garantált csatlakozást is tudott volna biztosítani. A tervekből végül nem lett semmi, mivel a pécsi önkormányzat a felhívásra nem kapott számára is elfogadható ajánlatot egyetlen olyan légitársaságtól sem, ami rendelkezik a reptérre közlekedni képes repülőgéppel. A várhatóan valahol évi 40 és 180 millió forint közötti veszteséget termelő járat költségeit az önkormányzat és partnerei nem tudják biztosítani, a reptér államilag támogatott fejlesztése pedig csak komoly befektetői igény esetén kerülhetne napirendre.
2024 februárjában bejelentették, hogy Málta, valamint München között indulnak menetrend szerint közlekedő repülőjáratok. Az útvonalakat az Universal Air szolgálja ki Dash-8-as repülőgépekkel. A sajtótájékoztatón elhangzottak szerint 2024. március 26-án indult az első járat Pécs és Málta között.
| Légitársaság  | Desztinációk                     |
| ------------- | -------------------------------- |
| Universal Air | München, Málta Szezonális: Korfu |

## Utasforgalom
Az utasforgalom az elmúlt években az alábbi módon változott:
| Utasok száma | 6791 | 7200 | 5400 | 2341 | 3644 | 4595 | 5983 | 5375 | 5136 | 15 008 |
|              | 2009 | 2011 | 2012 | 2014 | 2016 | 2017 | 2019 | 2021 | 2022 | 2024   |

See source Wikidata query and sources.